# Варгас, Родриго
Родри́го Маури́сио Ва́ргас Касти́льо (исп. Rodrigo Mauricio Vargas Castillo; род. 19 октября 1994, Санта-Крус-де-ла-Сьерра) — боливийский футболист, нападающий сборной Боливии.

## Клубная карьера
В марте 2018 года стал игроком львовских «Карпат».

## Международная карьера
В январе 2013 года Варгас попал в заявку сборной Боливии на участие в проходящем в Аргентине молодёжном чемпионате Южной Америки. Он провёл на турнире четыре матча и забил два гола — в ворота сборных Аргентины и Парагвая.